# جید کسری
جید کسری (انگلیسی: Djaïd Kasri؛ زادهٔ ۲۷ فوریهٔ ۱۹۸۷) بازیکن فوتبال اهل الجزایر است.
از باشگاه‌هایی که در آن بازی کرده‌است می‌توان به باشگاه فوتبال نانت و باشگاه فوتبال رئال ساراگوسا اشاره کرد.